# リナ・スカーレット
リナ･スカーレット（2月18日 - ）は、日本のコスプレイヤー、造形作家、イラストレーター、ハンドメイド作家。

## 経歴
造形作家、イラストレーター、ハンドメイド作家、コスプレイヤー、コスプレ用の小道具、大道具、衣装制作、フィギュア、アクセサリー制作などのクリエイター活動などX（旧Twitter）などを中心に活動。
活動名は　『色々作る吸血鬼リナ･スカーレット』　
コスプレイヤー活動は主に東方Project、原神、FGO、ツイステッドワンダーランドなどのキャラクター

## 略歴
2018年 高校生の頃より、東方Project  フランドール・スカーレットのコスプレ活動、アクセサリー制作活動開始、株式会社ドワンゴが主催する「闘会議2018 」にてフランドール•スカーレットのコスプレで参加し、ORICON NEWSで美人コスプレイヤーとして紹介された。その後、継続してコスプレイヤー活動、同人活動を実施。
東方Projectの各種イベント（博麗神社例大祭）などで毎年、コスプレイヤーとして参加
コミックマーケット（Comic Market、略称：コミケ、コミケット。コミックマーケット準備会が主催する世界最大の同人誌即売会）やニコニコ超会議などに参加。
東京アニメセンターを運営する大日本印刷株式会社が主催する「大・東方Project展」において、フランドール・スカーレットの広報コスプレイヤーに選定された。
コスプレは女性キャラクター、男性キャラクターの両方に扮する。
コスプレした「I字バランス」の動画が海外サイトにて100万回以上再生された。
コスプレ用のヘアパーツを浮遊しているように見せる技術情報を動画で公開し、「ねとらぼ」に掲載され、609万回以上再生された。
コスプレの再現が難しいとされていた「原神」キャラクターの「コロンビーナ」の浮遊ヒールを作成し、13万いいね、650万回以上、再生された。
2025年8月2、3日の2日間、千葉県・幕張メッセにて開催された「Fate/Grand Order Fes. 2025 ~10th Anniversary~」のコスプレスペースにてコスプレ参加、exciteニュース、INSIDEニュースに紹介された。

## 人物
- 「何でも作る」をモットーに小さなアクセサリーから、フィギュア、衣装、小道具、大道具まで自作する。アクセサリーはレジンなどを使用し、手作りで一つ一つ唯一の柄を創作して制作している。
- コスプレではキャラに合っていると評価されることが嬉しいこと、コスプレで友達やファンができ、コミュニティが広がっていくことの意義や喜びを語っている。
- 一般的な人と比較して持久力が極端に少ないため、体力的に短時間の集中型で活動、マイペースでゆる〜く活動を行っている。
- 数匹の猫、蛇と暮らしており、時折り、Xに猫、蛇の画像が投稿されている。

## 作品、コスプレ等

### 作品
イラスト制作、イラスト本制作、
東方Project、原神、FGOなどのキャラクターをモチーフにしたアクセサリー等（イヤリング、ピアス、指輪、チャーム、ネックレス、ペンダント、ブレスレット、ヘアピン、コンパクトミラー、コンパクトケース、リング、小物入れ、ブックマーカー等）その他、趣味としてのフィギュア、ぬいぐるみ制作

### コスプレ
参加イベント
- コミックマーケット
- ニコニコ超会議
- 闘会議
- 博麗神社例大祭
- 東方Project関連の都心部のイベント
- アコスタ

など
- 東方Project
  - フランドール・スカーレット
  - レミリア・スカーレット
- FGO
  - アルトリア・アヴァロン
  - 藤丸立香
  - バーヴァン・シー
  - オベロン
- 原神
  - 散兵　スカラマシュ
  - 傾奇者
  - 帰終
  - 少女　コロンビーナ
  - 放浪者
  - 雷電将軍
- ツイステッドワンダーランド
  - リリア・ヴァンルージュ